# Keith Mair
Alexander Keith Mair (Taumanurui, 1º febbraio 1944) è un allenatore di pallacanestro e dirigente sportivo neozelandese.
Dal 2003 è a capo della England Basketball, la federazione cestistica inglese; fa inoltre parte del board della British Basketball Federation. In precedenza aveva ricoperto l'incarico di vicepresidente della Federazione cestistica della Nuova Zelanda, facendo parte del board dei dirigenti per 18 anni.
Ha allenato in Nuova Zelanda per 20 anni, dal 1980 al 2000. Per 13 anni ha guidato la nazionale neozelandese, con cui ha disputato i Giochi olimpici del 2000.